# Cao Yupeng
Cao Yupeng (chiń. 曹宇鹏; ur. 27 października 1990) – chiński snookerzysta.

## Kariera
Zdobył Mistrzostwa Azji do lat 21 w 2011 roku, tym samym zapewnił sobie kwalifikacje do Main Touru w sezonie 2011/2012.
Cao został wybrany do gry w rundzie dzikich kart w China Open (snooker) dwukrotnie, przegrywając ze Stuartem Pettmanem w 2009 roku i Kurtem Maflinem w 2011 roku.
W Scottish Open w 2017 roku dotarł do finału, w którym przegrał z Neilem Robertsonem 8 - 9.
1 grudnia 2018 został zawieszony w prawach zawodnika na 2,5 roku (licząc od 25 maja 2018) za ustawienie trzech meczów w 2016 roku.

## Turnieje nierankingowe
- Mistrzostwa Azji U-21 2011